# Llista de monuments de Sant Pere Pescador
Llista de monuments de Sant Pere Pescador inclosos en l'Inventari del Patrimoni Arquitectònic Català per al municipi de Sant Pere Pescador (Alt Empordà). Inclou els inscrits en el Registre de Béns Culturals d'Interès Nacional (BCIN) amb la classificació de monuments històrics i els béns culturals d'interès local (BCIL) de caràcter arquitectònic.
| Monument                                                      | Protecció    | Estil/època                                | Localització                                                                          | Coordenades                                          | Codi?         | Imatge |
| ------------------------------------------------------------- | ------------ | ------------------------------------------ | ------------------------------------------------------------------------------------- | ---------------------------------------------------- | ------------- | --- |
| Casa Caramany, Castell de Sant Pere Pescador                  | BCIN 1531-MH | Obra popular XVI, XVIII, XIX               | Sant Pere Pescador Pl. de l'Església, 5                                               | 42° 11′ 19″ N, 3° 04′ 55″ E / 42.188519°N,3.081956°E | RI-51-0006103 | Casa Caramany (Sant Pere Pescador) · Vegeu més fotos d'aquest monument · Carregueu una nova foto d'aquest monument                             |
| Muralles de Sant Pere Pescador                                | BCIN 1532-MH | Obra popular XV                            | Sant Pere Pescador C. del Forn - c. Verge del Portalet                                | 42° 11′ 19″ N, 3° 04′ 54″ E / 42.188657°N,3.08174°E  | RI-51-0006104 | Muralles de Sant Pere Pescador · Vegeu més fotos d'aquest monument · Carregueu una nova foto d'aquest monument                                 |
| El Cortal Gran, Cortal Caramany                               |              | Obra popular XVII                          | Sant Pere Pescador Al sud-oest del nucli urbà, ctra. al Riuet i Sant Martí d'Empúries | 42° 10′ 07″ N, 3° 05′ 36″ E / 42.168681°N,3.093242°E | IPA-20285     | Carregueu una nova foto d'aquest monument |
| Capella de Sant Sebastià                                      |              | Darreres tendències, obra popular XX, XVII | Sant Pere Pescador Ctra. de Castelló a Sant Pere                                      | 42° 11′ 30″ N, 3° 04′ 57″ E / 42.191633°N,3.082521°E | IPA-20286     | Capella de Sant Sebastià (Sant Pere Pescador) · Vegeu més fotos d'aquest monument · Carregueu una nova foto d'aquest monument                  |
| Església parroquial de Sant Pere Pescador                     | BCIL 2008    | Barroc, obra popular XVII                  | Sant Pere Pescador Pl. de l'Església                                                  | 42° 11′ 18″ N, 3° 04′ 56″ E / 42.188400°N,3.082130°E | IPA-20288     | Església parroquial de Sant Pere Pescador · Vegeu més fotos d'aquest monument · Carregueu una nova foto d'aquest monument                      |
| Mas de Guillem Joan                                           |              | Renaixement, obra popular XVI              | Sant Pere Pescador C. Cavallers, 6                                                    | 42° 11′ 15″ N, 3° 04′ 57″ E / 42.187436°N,3.082582°E | IPA-20290     | Mas de Guillem Joan (Sant Pere Pescador) · Vegeu més fotos d'aquest monument · Carregueu una nova foto d'aquest monument                       |
| Habitatge al carrer de Cavallers, 10                          |              | Obra popular XVI, XX Final                 | Sant Pere Pescador C. Cavallers, 10                                                   | 42° 11′ 15″ N, 3° 04′ 58″ E / 42.187441°N,3.082825°E | IPA-20292     | Carregueu una nova foto d'aquest monument |
| Casa al carrer Bonaire, 7                                     |              | Obra popular XVIII                         | Sant Pere Pescador C. Bonaire, 7                                                      | 42° 11′ 13″ N, 3° 04′ 57″ E / 42.187076°N,3.082503°E | IPA-38085     | Carregueu una nova foto d'aquest monument |
| Can Sunyer                                                    |              | Obra popular XVII, XVI                     | Sant Pere Pescador C. del Mar, 27-29                                                  | 42° 11′ 18″ N, 3° 04′ 58″ E / 42.188404°N,3.082880°E | IPA-38112     | Can Sunyer (Sant Pere Pescador) · Vegeu més fotos d'aquest monument · Carregueu una nova foto d'aquest monument                                |
| Can Trona                                                     |              | Obra popular XX                            | Sant Pere Pescador Pl. Major, 9                                                       | 42° 11′ 12″ N, 3° 04′ 56″ E / 42.186752°N,3.082127°E | IPA-38117     | Can Trona (Sant Pere Pescador) · Vegeu més fotos d'aquest monument · Carregueu una nova foto d'aquest monument                                 |
| Casal de Sant Pere Pescador, antigues muralles                |              | Obra popular XV, XX Final                  | Sant Pere Pescador C. del Forn, 2                                                     | 42° 11′ 17″ N, 3° 04′ 54″ E / 42.188099°N,3.081548°E | IPA-38135     | Casal de Sant Pere Pescador · Vegeu més fotos d'aquest monument · Carregueu una nova foto d'aquest monument                                    |
| Mas d'en Caramany, el Xalet, Xalet d'en Caramany              |              | Obra popular XX Inici                      | Sant Pere Pescador A tocar el nucli de Sant Martí d'Empúries                          | 42° 08′ 52″ N, 3° 06′ 31″ E / 42.147737°N,3.108551°E | IPA-38136     | Mas d'en Caramany (Sant Pere Pescador) · Vegeu més fotos d'aquest monument · Carregueu una nova foto d'aquest monument                         |
| El Cortal Nou, Mas del Tuerto                                 |              | Obra popular XVIII, XX                     | Sant Pere Pescador C. Besalú - av. Olot, urbanització Bon Relax II                    | 42° 10′ 48″ N, 3° 05′ 36″ E / 42.180097°N,3.093259°E | IPA-38138     | Carregueu una nova foto d'aquest monument |
| Casa al carrer Cavallers, 1, Recó de Sant Pere                |              | Obra popular XX                            | Sant Pere Pescador C. de Cavallers, 1                                                 | 42° 11′ 15″ N, 3° 04′ 56″ E / 42.187536°N,3.082250°E | IPA-38139     | Carregueu una nova foto d'aquest monument |
| Casa al carrer del Mar, 10                                    |              | Obra popular XX Inici                      | Sant Pere Pescador C. del Mar, 10                                                     | 42° 11′ 15″ N, 3° 05′ 00″ E / 42.187634°N,3.083334°E | IPA-38142     | Carregueu una nova foto d'aquest monument |
| Casa al carrer del Mar, 46                                    |              | Obra popular XX                            | Sant Pere Pescador C. del Mar, 46                                                     | 42° 11′ 21″ N, 3° 04′ 57″ E / 42.189233°N,3.082440°E | IPA-38145     | Carregueu una nova foto d'aquest monument |
| Casa al carrer del Riu, 3                                     |              | Obra popular XVII                          | Sant Pere Pescador C. del Riu, 3                                                      | 42° 11′ 12″ N, 3° 04′ 56″ E / 42.186604°N,3.082158°E | IPA-38153     | Casa al carrer del Riu, 3 (Sant Pere Pescador) · Vegeu més fotos d'aquest monument · Carregueu una nova foto d'aquest monument                 |
| Antigues escoles, Ajuntament                                  |              | Obra popular XIX Final, XX Inici           | Sant Pere Pescador C. Verge del Portalet, 10                                          | 42° 11′ 17″ N, 3° 04′ 55″ E / 42.188067°N,3.081935°E | IPA-38170     | Antigues escoles (Sant Pere Pescador) · Vegeu més fotos d'aquest monument · Carregueu una nova foto d'aquest monument                          |
| Casa al carrer Cavallers, 5                                   |              | Obra popular XVIII, XX                     | Sant Pere Pescador C. Cavallers, 5                                                    | 42° 11′ 15″ N, 3° 04′ 58″ E / 42.187526°N,3.082643°E | IPA-38183     | Carregueu una nova foto d'aquest monument |
| Casa al carrer Cavallers, 14                                  |              | Obra popular XVI                           | Sant Pere Pescador C. Cavallers, 14                                                   | 42° 11′ 15″ N, 3° 04′ 59″ E / 42.187558°N,3.082982°E | IPA-38184     | Carregueu una nova foto d'aquest monument |
| Casa al carrer del Mar, 7                                     |              | Historicisme, eclecticisme XX Inici        | Sant Pere Pescador C. del Mar, 7                                                      | 42° 11′ 15″ N, 3° 04′ 59″ E / 42.187396°N,3.082970°E | IPA-38187     | Carregueu una nova foto d'aquest monument |
| Casa al carrer Bonaire, 12                                    |              | Obra popular XX Inici                      | Sant Pere Pescador C. Bon Aire, 12                                                    | 42° 11′ 13″ N, 3° 04′ 57″ E / 42.186986°N,3.082612°E | IPA-38188     | Carregueu una nova foto d'aquest monument |
| Can Cruset                                                    |              | Obra popular XVII, XVIII, XX               | Sant Pere Pescador C. Bon Aire, 18                                                    | 42° 11′ 13″ N, 3° 04′ 58″ E / 42.187058°N,3.082830°E | IPA-38189     | Can Cruset (Sant Pere Pescador) · Vegeu més fotos d'aquest monument · Carregueu una nova foto d'aquest monument                                |
| Casa al carrer Bonaire, 20                                    |              | Obra popular XVIII                         | Sant Pere Pescador C. Bonaire, 20                                                     | 42° 11′ 14″ N, 3° 04′ 59″ E / 42.187193°N,3.082970°E | IPA-38190     | Casa al carrer Bonaire, 20 (Sant Pere Pescador) · Vegeu més fotos d'aquest monument · Carregueu una nova foto d'aquest monument                |
| Ca l'Andreu                                                   |              | Obra popular XX Inici                      | Sant Pere Pescador C. Princesa, 6                                                     | 42° 11′ 12″ N, 3° 04′ 53″ E / 42.186555°N,3.081461°E | IPA-38191     | Ca l'Andreu (Sant Pere Pescador) · Vegeu més fotos d'aquest monument · Carregueu una nova foto d'aquest monument                               |
| Can Ceret, Hotel Can Ceret                                    |              | Obra popular XVII, XVIII, XX               | Sant Pere Pescador C. del Mar, 1                                                      | 42° 11′ 13″ N, 3° 05′ 00″ E / 42.187022°N,3.083248°E | IPA-38192     | Can Ceret (Sant Pere Pescador) · Vegeu més fotos d'aquest monument · Carregueu una nova foto d'aquest monument                                 |
| Les Escoles, CEIP Llagut                                      |              | Obra popular XX Inici                      | Sant Pere Pescador C. de les Escoles                                                  | 42° 11′ 20″ N, 3° 05′ 04″ E / 42.188907°N,3.084552°E | IPA-38195     | Les Escoles (Sant Pere Pescador) · Vegeu més fotos d'aquest monument · Carregueu una nova foto d'aquest monument                               |
| Casa al carrer Girona, 24                                     |              | Obra popular XVI                           | Sant Pere Pescador C. Girona, 24                                                      | 42° 11′ 20″ N, 3° 04′ 57″ E / 42.188841°N,3.082578°E | IPA-38196     | Casa al carrer Girona, 24 (Sant Pere Pescador) · Vegeu més fotos d'aquest monument · Carregueu una nova foto d'aquest monument                 |
| Casa al carrer Doctor Vidal Geli, 4, Taller el Didal          |              | Obra popular XX Mitjan                     | Sant Pere Pescador C. Dr. Vidal Geli, 4                                               | 42° 11′ 14″ N, 3° 04′ 56″ E / 42.187148°N,3.082122°E | IPA-38197     | Carregueu una nova foto d'aquest monument |
| Font de la plaça Major                                        |              | Obra popular XIX Mitjan                    | Sant Pere Pescador Pl. Major                                                          | 42° 11′ 13″ N, 3° 04′ 55″ E / 42.186815°N,3.081891°E | IPA-38198     | Font de la plaça Major (Sant Pere Pescador) · Vegeu més fotos d'aquest monument · Carregueu una nova foto d'aquest monument                    |
| Casa al carrer del Riu, 1                                     |              | Obra popular XVII, XX                      | Sant Pere Pescador C. del Riu, 1                                                      | 42° 11′ 12″ N, 3° 04′ 56″ E / 42.186635°N,3.082200°E | IPA-38200     | Casa al carrer del Riu, 1 (Sant Pere Pescador) · Vegeu més fotos d'aquest monument · Carregueu una nova foto d'aquest monument                 |
| Casa del Doctor Josep Vidal Geli                              |              | Obra popular XVII, XVIII, XIX              | Sant Pere Pescador C. Dr. Vidal Geli, 2                                               | 42° 11′ 13″ N, 3° 04′ 56″ E / 42.187036°N,3.082091°E | IPA-38201     | Carregueu una nova foto d'aquest monument |
| Casa al carrer Serra Bullones, 6                              |              | Obra popular XVII, XVIII                   | Sant Pere Pescador C. Serra Bullones, 6                                               | 42° 11′ 15″ N, 3° 04′ 54″ E / 42.187424°N,3.081595°E | IPA-38202     | Casa al carrer Serra Bullones, 6 (Sant Pere Pescador) · Vegeu més fotos d'aquest monument · Carregueu una nova foto d'aquest monument          |
| Casa al carrer Serra Bullones, 8                              |              | Obra popular XVII                          | Sant Pere Pescador C. Serra Bullones, 8                                               | 42° 11′ 15″ N, 3° 04′ 53″ E / 42.187469°N,3.081384°E | IPA-38203     | Casa al carrer Serra Bullones, 8 (Sant Pere Pescador) · Vegeu més fotos d'aquest monument · Carregueu una nova foto d'aquest monument          |
| Casa al carrer Serra Bullones, 11                             |              | Obra popular XVII, XX                      | Sant Pere Pescador C. Serra de Bullones, 11                                           | 42° 11′ 14″ N, 3° 04′ 53″ E / 42.187343°N,3.081274°E | IPA-38204     | Casa al carrer Serra Bullones, 11 (Sant Pere Pescador) · Vegeu més fotos d'aquest monument · Carregueu una nova foto d'aquest monument         |
| Casa al carrer Serra Bullones, 13                             |              | Obra popular XVI, XX                       | Sant Pere Pescador C. Serra Bullones, 13                                              | 42° 11′ 15″ N, 3° 04′ 52″ E / 42.187532°N,3.081208°E | IPA-38205     | Casa al carrer Serra Bullones, 13 (Sant Pere Pescador) · Vegeu més fotos d'aquest monument · Carregueu una nova foto d'aquest monument         |
| Can Petit Mengol                                              |              | Obra popular XVII, XX                      | Sant Pere Pescador C. Dr. Vidal Geli, 7                                               | 42° 11′ 14″ N, 3° 04′ 55″ E / 42.187275°N,3.081928°E | IPA-38206     | Can Petit Mengol (Sant Pere Pescador) · Vegeu més fotos d'aquest monument · Carregueu una nova foto d'aquest monument                          |
| Casa al carrer Doctor Vidal Geli, 9                           |              | Obra popular XVII, XX                      | Sant Pere Pescador C. Dr. Vidal Geli, 9                                               | 42° 11′ 15″ N, 3° 04′ 55″ E / 42.187414°N,3.081965°E | IPA-38207     | Casa al carrer Doctor Vidal Geli, 9 (Sant Pere Pescador) · Vegeu més fotos d'aquest monument · Carregueu una nova foto d'aquest monument       |
| Casa al carrer Doctor Vidal Geli, 17                          |              | Obra popular XVII                          | Sant Pere Pescador C. Dr. Vidal Geli, 17                                              | 42° 11′ 16″ N, 3° 04′ 55″ E / 42.187675°N,3.082068°E | IPA-38208     | Carregueu una nova foto d'aquest monument |
| Casa al carrer Bonaire, 8                                     |              | Obra popular XVIII                         | Sant Pere Pescador C. Bonaire, 8                                                      | 42° 11′ 13″ N, 3° 04′ 57″ E / 42.186932°N,3.082370°E | IPA-38209     | Carregueu una nova foto d'aquest monument |
| Mas Delfí                                                     |              | Obra popular XVIII                         | Sant Pere Pescador Ctra. de Sant Pere al Riuet                                        | 42° 10′ 29″ N, 3° 05′ 39″ E / 42.174674°N,3.094129°E | IPA-38210     | Carregueu una nova foto d'aquest monument |
| Vil·la Maria Lluïsa                                           |              | Obra popular XX                            | Sant Pere Pescador C. Hospital, 8                                                     | 42° 11′ 12″ N, 3° 04′ 58″ E / 42.186608°N,3.082902°E | IPA-38211     | Carregueu una nova foto d'aquest monument |
| Casa al carrer Sant Sebastià, 5-7                             |              | Obra popular XX Inici                      | Sant Pere Pescador C. Sant Sebastià, 5-7                                              | 42° 11′ 21″ N, 3° 04′ 55″ E / 42.189171°N,3.081919°E | IPA-38313     | Carregueu una nova foto d'aquest monument |
| Mas Fages, Cortal Massana, Mas Perandreu, Restaurant Mas Gusó |              | Obra popular XVI, XVII                     | Sant Pere Pescador Camí del Cortal de la Vila                                         | 42° 10′ 38″ N, 3° 05′ 40″ E / 42.177272°N,3.094575°E | IPA-38346     | Carregueu una nova foto d'aquest monument |
| Can Mas, Mas Saguer, Cortal Barno                             |              | Obra popular XVII, XVIII                   | Sant Pere Pescador Camí del Cortal de la Vila                                         | 42° 10′ 33″ N, 3° 05′ 44″ E / 42.175939°N,3.095493°E | IPA-38347     | Carregueu una nova foto d'aquest monument |
| Can Clarà, es Castell                                         |              | Obra popular XVI, XX                       | Sant Pere Pescador Camí de la Mota                                                    | 42° 11′ 07″ N, 3° 04′ 49″ E / 42.185182°N,3.080188°E | IPA-38388     | Can Clarà (Sant Pere Pescador) · Vegeu més fotos d'aquest monument · Carregueu una nova foto d'aquest monument                                 |
| Cementiri de Sant Pere Pescador                               |              | Obra popular XX                            | Sant Pere Pescador Crta. a Vilamacolum                                                | 42° 11′ 23″ N, 3° 04′ 17″ E / 42.189615°N,3.071316°E | IPA-38389     | Cementiri (Sant Pere Pescador) · Vegeu més fotos d'aquest monument · Carregueu una nova foto d'aquest monument                                 |
| Font al carrer del Mar - carrer del Carme                     |              | Obra popular XX                            | Sant Pere Pescador C. del Mar - c. del Carme                                          | 42° 11′ 17″ N, 3° 04′ 59″ E / 42.187922°N,3.083152°E | IPA-38390     | Font al carrer del Mar - carrer del Carme (Sant Pere Pescador) · Vegeu més fotos d'aquest monument · Carregueu una nova foto d'aquest monument |
| Can Colom                                                     |              | Obra popular XX Inici                      | Sant Pere Pescador C. Sant Sebastià, 25                                               | 42° 11′ 34″ N, 3° 04′ 56″ E / 42.192669°N,3.082353°E | IPA-38391     | Can Colom (Sant Pere Pescador) · Vegeu més fotos d'aquest monument · Carregueu una nova foto d'aquest monument                                 |
| Mas Sopes                                                     |              | Obra popular XVIII                         | Sant Pere Pescador C. del Garbi - c. de Tarradellas, Parc Residencial d'Empúries      | 42° 10′ 57″ N, 3° 06′ 11″ E / 42.182372°N,3.102956°E | IPA-38392     | Mas Sopes (Sant Pere Pescador) · Vegeu més fotos d'aquest monument · Carregueu una nova foto d'aquest monument                                 |
| Sala Nova                                                     | BCIL 2023    | XX                                         | Sant Pere Pescador C. Major, 4 - c. Príncep                                           | 42° 11′ 14″ N, 3° 04′ 55″ E / 42.18716°N,3.08205°E   | IPA-53537     | Carregueu una nova foto d'aquest monument |